# 比洛采爾基夫卡 (諾維布格區)
47°39′32″N 32°42′58″E / 47.65889°N 32.71611°E
比洛采爾基夫卡（烏克蘭語：Білоцерківка），是烏克蘭南部的村莊，隸屬尼古拉耶夫州的巴什坦卡區。該村面積0.23平方公里，海拔高度99米，2001年人口151，人口密度每平方公里656.5人。